# The Slim Shady LP
The Slim Shady LP is het tweede album van Amerikaanse rapper Eminem, uitgebracht in 1999.

## Geschiedenis
Het was het eerste album dat Eminem uitbracht onder het label Aftermath Entertainment van zijn mentor Dr. Dre. Het album behaalde vijf keer de platinastatus met meer dan vijf miljoen verkochte platen in de Verenigde Staten. Wereldwijd ging het album ongeveer negen miljoen keer over de toonbank. De eerste streetsingle, getiteld Just Don't Give a Fuck, ging vrij onopgemerkt voorbij, maar de daaropvolgende single My Name Is werd de internationale doorbraak voor de rapper. Ook het duet met Dr. Dre, getiteld Guilty Conscience, scoorde bij vlagen redelijk.

## Nummers
| Nr. | Titel                         | Gastartiest(en)           | Producent(en)                         | Duur |
| --- | ----------------------------- | ------------------------- | ------------------------------------- | ---- |
| 1   | "Public Service Announcement" |                           |                                       | 0:33 |
| 2   | "My Name Is"                  |                           | Dr. Dre                               | 4:28 |
| 3   | "Guilty Conscience"           | Dr. Dre                   | Dr. Dre                               | 3:19 |
| 4   | "Brain Damage"                |                           | Marky & Jeff Bass Eminem (coproducer) | 3:46 |
| 5   | "Paul" (skit)                 |                           |                                       | 0:15 |
| 6   | "If I Had"                    | Kristie Abete             | Marky & Jeff Bass Eminem (coproducer) | 4:05 |
| 7   | "97' Bonnie & Clyde"          |                           | Marky & Jeff Bass Eminem (coproducer) | 5:16 |
| 8   | "Bitch" (skit)                |                           |                                       | 0:19 |
| 9   | "Role Model"                  |                           | Dr. Dre Mel-Man (coproducer)          | 3:25 |
| 10  | "Lounge" (skit)               |                           |                                       | 0:46 |
| 11  | "My Fault"                    |                           | Marky & Jeff Bass                     | 4:01 |
| 12  | "Ken Kaniff" (skit)           |                           |                                       | 1:16 |
| 13  | "Cum On Everybody"            | Dina Rae                  | Marky & Jeff Bass Eminem (coproducer) | 3:39 |
| 14  | "Rock Bottom"                 |                           | Marky & Jeff Bass                     | 3:34 |
| 15  | "Just Don't Give a Fuck"      | Frogg                     | Marky & Jeff Bass Eminem (coproducer) | 4:02 |
| 16  | "Soap" (skit)                 | Royce Da 5'9" & Jeff Bass |                                       | 0:34 |
| 17  | "As the World Turns"          |                           | Marky & Jeff Bass Eminem (coproducer) | 4:25 |
| 18  | "I'm Shady"                   |                           | Marky & Jeff Bass Eminem (coproducer) | 3:32 |
| 19  | "Bad Meets Evil"              | Royce Da 5'9"             | Marky & Jeff Bass Eminem (coproducer) | 4:13 |
| 20  | "Still Don't Give a Fuck"     |                           | Marky & Jeff Bass Eminem (coproducer) | 4:12 |